# Arequipa (região)
Arequipa é uma das 25 regiões do Peru, sua capital é a cidade de Arequipa.

## Províncias (capital)
1. Arequipa (Arequipa)
2. Camaná (Camaná)
3. Caravelí (Caravelí)
4. Castilla (Aplao)
5. Caylloma (Chivay)
6. Condesuyos (Chuquibamba)
7. Islay (Mollendo)
8. La Unión (Cotahuasi)